# Tkáňové soli
Tkáňové soli (buněčné soli, biochemické soli, Schüsslerovy soli, soli života) jsou pojmem z oblasti alternativní medicíny. Označují se tak anorganické chemické látky, které jsou přítomny jako minerální složky v organismu. Vlastní pojem "tkáňová sůl" není součástí standardní biochemie ani fyziologie, nikdy nebyl podán vědecký důkaz jakéhokoliv klinického účinku.

## Systém tkáňových solí
Systém tkáňových solí sestavil v 19. století německý lékař a homeopat Wilhelm Heinrich Schüßler. Vycházel z představy, že nemoc je způsobena nerovnováhou mezi jednotlivými anorganickými látkami a jejich zevní podání vede k nastolení rovnováhy a tedy k ústupu onemocnění.

### Přehled základních tkáňových solí
Schüsserův systém se skládá se z dvanácti solí:
|     | Název soli                            | Chemické složení                               | Barevné označení    |
| --- | ------------------------------------- | ---------------------------------------------- | ------------------- |
| 1.  | Kalium phosphoricum                   | KH2PO4 (hydrogenfosforečnan draselný)          | červená             |
| 2.  | Natrium sulphuricum                   | Na2SO4 (síran sodný)                           | korálová            |
| 3.  | Kalium chloratum (muriaticum)         | KCl (chlorid draselný)                         | oranžová            |
| 4.  | Calcium fluoratum (Calcarea Fluorica) | CaF2 (fluorid vápenatý)                        | zlatá               |
| 5.  | Magnesium phosphoricum                | MgHPO4 · 3 H2O (hydrogenfosforečnan hořečnatý) | žlutá               |
| 6.  | Kalium sulphuricum                    | K2SO4 (síran draselný)                         | olivová             |
| 7.  | Natrium phosphoricum                  | Na2HPO4 · 12 H2O (hydrogenfosforečnan sodný)   | zelená              |
| 8.  | Calcium sulphuricum                   | CaSO4 · 2 H2O (síran vápenatý)                 | tyrkysová           |
| 9.  | Silicea                               | SiO2 · 2 H2O (oxid křemičitý)                  | modrá               |
| 10. | Calcium phosphoricum                  | CaHPO4 · 2 H2O (hydrogenfosforečnan vápenatý)  | královská modrá     |
| 11. | Natrium chloratum (muriaticum)        | NaCl (chlorid sodný)                           | fialová             |
| 12. | Ferrum phosphoricum                   | FePO4 · 4 H2O (fosforečnan železitý)           | purpurová (magenta) |

### Doplňkové soli
Po Schüsslerově smrti postupně vznikla postupně doplňková řada, která obsahuje další soli:
|     | Název soli                              | Chemické složení                              | Prodejní označení                               |
| --- | --------------------------------------- | --------------------------------------------- | ----------------------------------------------- |
| 13. | Kalium arsenicosum                      | K3AsO3 (arsenitan draselný)                   | -- není v ČR v prodeji                          |
| 14. | Kalium bromatum                         | KBr (bromid draselný)                         | -- není v ČR v prodeji                          |
| 15. | Kalium iodatum                          | KI (jodid draselný)                           | Iodium                                          |
| 16. | Lithium chloratum (muriaticum)          | LiCl (chlorid lithný)                         | -- není v ČR v prodeji                          |
| 17. | Manganum sulphuricum                    | MnSO4 · H2O (síran manganatý)                 | Manganum                                        |
| 18. | Calcium sulphuratum                     | CaS (sulfid vápenatý)                         | -- není v ČR v prodeji                          |
| 19. | Cuprum arsenicosum                      | Cu3(AsO3)2 (arsenitan měďnatý)                | -- v ČR nahrazeno Cuprum sulphuricum metallicum |
|     | Cuprum sulphuricum metallicum           | CuSO4 + Cu (síran měďnatý + měď)              | Cuprum                                          |
| 20. | Kalium aluminium sulphuricum            | KAl(SO4)2 · 12 H2O (síran draselno-hlinitý)   | -- není v ČR v prodeji                          |
| 21. | Zincum chloratum (muriaticum)           | ZnCl2 (chlorid zinečnatý)                     | Zincum                                          |
| 22. | Calcium carbonicum                      | CaCO3 (uhličitan vápenatý)                    | -- není v ČR v prodeji                          |
| 23. | Natrium bicarbonicum                    | NaHCO3 (hydrogenuhličitan sodný)              | -- není v ČR v prodeji                          |
| 24. | Arsenum iodatum                         | AsI3 (jodid arsenitý)                         | -- není v ČR v prodeji                          |
| 25. | Aurum chloratum (muriaticum) natronatum | Na(AuCl4) · 2 H2O (tetrachlorozlatitan sodný) | -- není v ČR v prodeji                          |
| 26. | Selenium metallicum                     | Se (selen)                                    | Selenium                                        |
| 27. | Kalium bichromicum                      | K2Cr2O7 (dichroman draselný)                  | -- v ČR nahrazeno Chromium muriaticum           |
|     | Chromium chloratum (muriaticum)         | CrCl3 (chlorid chromitý)                      | Chromium                                        |

## Výroba biochemických solí
I když se Schüssler stále více od homeopatie a principu podobnosti vzdaloval, zůstával ve farmaceutické praxi u homeopatické výrobní techniky, kterou za ta léta dobře znal. Tkáňové soli se třou s mléčným cukrem a pak jsou podle homeopatických pravidel potencovány. Ve finální fázi mají podobu malinkatých tabletek. Z chemického hlediska přípravek obsahuje nanejvýš jen něco málo molekul výchozí látky.

### Potence biochemických solí
Tkáňové soli se vyrábějí jako tabletky 0,25 g  nebo 0,5 g v potencích D3, D6 a D12. Doplňkové soli v potencích D6 a D12.
Jde o decimální potence v poměru 1:1000 (D3), 1:1 000 000 (D6) a 1:1 000 000 000 000 (D12).
Biochemické soli se vyrábějí v potenci D6. 

## Wilhelm Heinrich Schüssler

### Život
Narodil se 21. srpna 1821. O jeho mládí se neví téměř nic. Na živobytí si vydělával převážně vyučováním cizích jazyků. Ačkoliv neměl žádné vyšší vzdělání, měl výborné znalosti starých i nových jazyků. Wilhelmův starší bratr mu později finančně vypomohl, aby mohl vystudovat vysokou školu. Wilhelmovi bylo už přes třicet, a neměl ani maturitu, když začal studovat medicínu. Studoval na různých univerzitách, v Německu, ve Francii, jeden semestr i v Praze.
Aby však mohl složit státní zkoušku, potřeboval k tomu mít chybějící maturitu. Tu absolvoval na gymnáziu v Oldenburgu. Blahopřání profesorů gymnázia znělo na dnešní poměry velmi kuriózně: "Pane doktore, právě jste velmi dobře složil maturitní zkoušku."
V roce 1857 ve věku 36 let získal Willhelm aprobaci jako praktický lékař. V prvních letech práce se věnoval převážně homeopatii, která ho už dlouho velmi zajímala, byl však i jejím kritikem. Snažil se o takovou terapii, která by si vystačila s minimem léků. Zemřel 30. března 1898 na mrtvici.

### Začátky
V roce 1873 zveřejnil německý lékař Wilhelm Heinrich Schüssler v Allgemeinen Homóopatischen Zeitung článek s názvem Zkrácená homeopatická terapie, v němž oznámil, že obvyklé, všeobecně používané léky v praxi celkem nepotřebuje a že pracuje s dvanácti léky anorganického původu, s tzv. fyziologickými funkčními látkami, nacházejícími se v organismu. O rok později se rozhodl základní poznatky své zredukované homeopatie zveřejnit pro širší okruh zájemců. V knihkupectví se objevily jeho brožury Zkrácená terapie na základě histologie a celulární patologie.

### Medicínské objevy
Později Schüssler píše: "Moje léčitelská zkušenost je nehomeopatická, neboť stojí nikoli na principu podobnosti, ale na fyziologicko-chemických dějích, které se v lidském organismu odehrávají."
Své nové postupy v následujících letech nazval biochemií. Schüssler byl velmi silně ovlivněn buněčnou patologií R. Virchowa (1821–1902).
Poznání, že normální fungování buňky závisí na anorganických solích, nasměrovalo Schüsslera v jeho bádání. Úchylka od normálních hodnot anorganických, výživných solí, zejména jejich nedostatek, je pro něj podstatou všech chorob. Jeho terapie spočívá v tom, že je třeba deficit nějaké anorganické látky v těle vyrovnat tím, že se stejná látka podá jako lék. Není tím myšleno, že chybějící se obligatorně nahradí chybějícím, nýbrž jde o dodání informace, která buňky povzbudí tak, aby byly schopny životně důležité látky opět z potravy v potřebném množství přijímat. Schüssler originálním způsobem spojil tehdejší poznatky vědy o buňkách a o minerálních solích svým homeopatickým myšlením.